# Courthouse (Tranvía de San Diego)
Courthouse es una estación del Trolley de San Diego en San Diego, California, Estados Unidos. Es un término de la Línea Naranja. La estación abrió sus puertas el 29 de abril de 2018, después de casi un año de construcción.

## Historia
En 2012, durante el Proyecto de Renovación del Tranvía, el San Diego Metropolitan Transit System (MTS) realineó las líneas del Trolley en Downtown San Diego. Con tres líneas del Trolley en el área, los problemas aparecieron. Después el septiembre de 2012 a 2017, los trenes de la Línea Naranja terminaban en Santa Fe Depot, en la misma vía que los trenes de la Línea Verde. En junio de 2017, la terminal de la Línea Naranja fue truncado a America Plaza, la terminal norte de la Línea Azul, pero las maniobras requeridas retrasó muchos trenes de ambas líneas.   MTS temía que la extensión de la Línea Azul a UTC agravaría los problemas en el área.
La solución fue una terminal occidental exclusiva para la Línea Naranja. La MTS optó por construir la estación tres cuadras al este de América Plaza, entre el Salón de Justicia y el Tribunal Central de San Diego, que en ese momento estaba por iniciar su construcción. 
En 2015, MTS recibió una subvención de US$31,9 millones del gobierno de California para financiar el proyecto de la estación Courthouse y un programa de reemplazo de vehículos. La construcción de la estación comenzó en agosto de 2017, lo que requirió múltiples cierres de la Línea Naranja los fines de semana. Después de casi un año de construcción, se abrió a los pasajeros el 29 de abril.